# Sielsowiet Linowo
Sielsowiet Linowo (biał. Лінаўскі сельсавет, ros. Линовский сельсовет) – sielsowiet na Białorusi, w obwodzie brzeskim, w rejonie prużańskim, z siedzibą w Linowie.
Według spisu z 2009 sielsowiet Linowo zamieszkiwało 3814 osób w tym 3401 Białorusinów (89,17%), 183 Rosjan (4,80%), 181 Ukraińców (4,75%), 22 Polaków (0,58%), 6 Ormian (0,16%) i 21 osób innej narodowości.

## Miejscowości
- agromiasteczko:
  - Linowo
- wsie:
  - Arabie
  - Bakuny
  - Dołhe
  - Końcyki
  - Kruhłe
  - Kuliki
  - Kuplin
  - Kutniewicze
  - Mikołajewicze
  - Młynek
  - Obiecz
  - Oliszewicze
  - Olszany
  - Orańczyce
  - Połonne Zabłocie
  - Repechy
  - Smolany
  - Tkacze
  - Tułowszczyzna
  - Winiec
  - Worotno
  - Zadworzany
  - Zahorze
  - Zaniewicze
- osiedle:
  - Internacyjanalny